# Бриджпорт (Пенсільванія)
Бриджпорт (англ. Bridgeport) — місто (англ. borough) в США, в окрузі Монтгомері штату Пенсільванія. Населення — 5015 осіб (2020).

## Географія
Бриджпорт розташований за координатами 40°6′15″ пн. ш. 75°20′37″ зх. д. / 40.10417° пн. ш. 75.34361° зх. д. (40.104072, -75.343550).  За даними Бюро перепису населення США в 2010 році місто мало площу 1,85 км², з яких 1,71 км² — суходіл та 0,14 км² — водойми.

### Клімат
| Клімат : Бриджпорт    | Клімат : Бриджпорт | Клімат : Бриджпорт | Клімат : Бриджпорт | Клімат : Бриджпорт | Клімат : Бриджпорт | Клімат : Бриджпорт | Клімат : Бриджпорт | Клімат : Бриджпорт | Клімат : Бриджпорт | Клімат : Бриджпорт | Клімат : Бриджпорт | Клімат : Бриджпорт | Клімат : Бриджпорт |
| Показник              | Січ.               | Лют.               | Бер.               | Квіт.              | Трав.              | Черв.              | Лип.               | Серп.              | Вер.               | Жовт.              | Лист.              | Груд.              | Рік                |
| Середній максимум, °C | 3,9                | 5,6                | 10,6               | 17,2               | 23,3               | 28,3               | 30,6               | 29,4               | 26,1               | 19,4               | 12,8               | 6,7                | 17,8               |
| Середній мінімум, °C  | −5,6               | −3,9               | 0,0                | 5,6                | 10,6               | 16,1               | 18,3               | 17,8               | 13,9               | 7,2                | 2,2                | −2,8               | 6,7                |
| Норма опадів, мм      | 81                 | 76                 | 99                 | 99                 | 97                 | 91                 | 112                | 109                | 109                | 89                 | 102                | 99                 | 1163               |
| --------------------- | ------------------ | ------------------ | ------------------ | ------------------ | ------------------ | ------------------ | ------------------ | ------------------ | ------------------ | ------------------ | ------------------ | ------------------ | ------------------ |
| Джерело: Weatherbase  |                    |                    |                    |                    |                    |                    |                    |                    |                    |                    |                    |                    |                    |

## Демографія
Згідно з переписом 2010 року, у селищі мешкали 4554 особи в 2008 домогосподарствах у складі 1042 родин. Густота населення становила 2468 осіб/км².  Було 2161 помешкання (1171/км²).
Расовий склад населення:
| - 79,8 % — білих - 7,9 % — чорних або афроамериканців - 2,8 % — азіатів - 0,3 % — корінних американців - 5,7 % — осіб інших рас |

До двох чи більше рас належало 3,4 %. Частка іспаномовних становила 12,8 % від усіх жителів.
За віковим діапазоном населення розподілялося таким чином: 21,2 % — особи молодші 18 років, 68,0 % — особи у віці 18—64 років, 10,8 % — особи у віці 65 років та старші. Медіана віку мешканця становила 33,7 року. На 100 осіб жіночої статі у селищі припадало 101,0 чоловіків;  на 100 жінок у віці від 18 років та старших — 99,6 чоловіків також старших 18 років.
Середній дохід на одне домашнє господарство  становив 63 875 доларів США (медіана — 52 607), а середній дохід на одну сім'ю — 80 695 доларів (медіана — 76 250). Медіана доходів становила 42 068 доларів для чоловіків та 46 612 долари для жінок. За межею бідності перебувало 9,4 % осіб, у тому числі 2,6 % дітей у віці до 18 років та 11,9 % осіб у віці 65 років та старших.
Цивільне працевлаштоване населення становило 2737 осіб. Основні галузі зайнятості: освіта, охорона здоров'я та соціальна допомога — 18,5 %, науковці, спеціалісти, менеджери — 17,5 %, мистецтво, розваги та відпочинок — 12,1 %, роздрібна торгівля — 9,6 %.